# 山本昌平
山本 昌平（やまもと しょうへい、1938年〈昭和13年〉1月17日 - 2019年〈令和元年〉10月30日）は、日本の俳優、声優、ナレーター。本名同じ。身長168cm、体重76kg。フリーポートプロを経て、オフィス山本に所属していた。
台湾の澎湖島生まれ、熊本県育ち。東京都立江戸川高等学校卒業。既婚。

## 来歴・人物
中学生時代、走高跳で九州大会第2位となった実績を持つ。
1957年に劇団七曜会の研究生となる。その後、劇団三期会演出部を経て、浅草フランス座のコメディアンとして3年間活動後、1963年にフリーとなる。
フリーとなって以降は『荒野のダッチワイフ』（1967年）などのピンク映画を中心に活動するが、一時俳優を廃業する。
芸能活動を休止していた時期は船員をしていた。その当時、内外タイムスの当時の編集長から映画『暴力街』の製作元である東映から山本の捜索願が出ていることを聞き、『暴力街』の監督である五社英雄と面会して出演が決定した。後年、「その時連絡がなかったら俳優を辞めていたかもしれない」と述懐している。
1974年の映画『暴力街』で復帰後は、『女必殺拳』（1974年）、『ルバング島の奇跡 陸軍中野学校』（1974年）などで悪役として活動する一方、『太陽にほえろ!』『大江戸捜査網』などのテレビドラマでも悪役を多数演じる。
特撮テレビドラマ『プロレスの星 アステカイザー』（1976年）、『スターウルフ』（1978年）、『電撃戦隊チェンジマン』（1985年）に悪役でレギュラー出演した。
1983年、同じ悪役俳優の八名信夫の呼びかけで、悪役スターらによるグループ「悪役商会」の結成に参加した。
バラエティ番組にも活動の場を広げ、『笑っていいとも!』には1年間レギュラー出演していた。その後も『加トちゃんケンちゃんごきげんテレビ』や『コメディーお江戸でござる』にゲスト出演。『ダウンタウンのごっつええ感じ』では川谷拓三と一緒にショートコントにも出演した。
また、警視庁が総会屋対策として一般企業向けに制作した暴力団対策法の解説ビデオにも暴力団幹部役で出演。長きに渡って悪役を演じ続けた自身の想いや経験をもとに、暴力追放をテーマにした講演活動も行っていた。近年は老人ホームなどの福祉施設をボランティアで訪問し、子供の頃からの特技であるハーモニカ演奏を披露していた。
2019年10月30日、肺炎のため東京都内の病院で死去。81歳没。

## エピソード
悪役を演じるにあたっては美学を持って演じることをポリシーとし、その裏にある情や魂を演じることを心掛けている。また、スター俳優と対峙する役であっても演技の上では遠慮はせず、若手俳優に対しても尊敬の念を持った上で相手を上回る演技を見せようという対抗心を持つなど、誰に対しても全力で演技を行うことを長年役者を務めてきた者のプライドとして掲げている。時代劇や特撮については、夢がない現代でも夢を持ち続けていることが魅力であると考えており、自身もその夢の中にいられることが好きであると述べている。
『荒野のダッチワイフ』の監督である大和屋竺に多大なる影響を受けており、大和屋との出会いによってその後の地位を築くことができたと述懐している。
映画『女必殺拳』（1974年）の劇中、志穂美悦子との格闘で死ぬ場面は自身のアイディアである。
監督の長石多可男とは、長石がピンク映画の助監督として活動していた時代より親交があり、長石のデビュー作である『ザ・カゲスター』（1976年）の第13話「ドクターサタンの世界征服作戦!!」に、昇進祝いを兼ねて怪力ロボットX1役でゲスト出演した。
『プロレスの星 アステカイザー』と『スターウルフ』のメイクは自身で行っていた。しかし、役に凝りすぎるあまり毎回メイクが異なったため統一してほしいと注意を受けている。
『電撃戦隊チェンジマン』のギルーク司令官役では、プロデューサーに「早く死なせてほしい」と直訴したが、聞き入れてもらえず、結局、ゴーストギルーク、スーパーギルークとして再登場することになった。また、ギルークを演じる際に、部下の前では尊大な態度をとる一方で、星王バズーの前でひれ伏す際に、悪人の中でも哀れさを漂わせる一面を見せるように心がけていた。一方、『チェンジマン』で共演した浜田治貴は山本について、芝居に対する熱意をいつも持っており、怖い外見に反してすごく優しかったと述べている。

## 出演作品

### 映画
- 夜だけの未亡人（1964年、轍プロダクション）
- 濡れた女（1965年、東京企画）
- 汚辱の女（1966年、ヤマベプロダクション）
- 白の人造美女（1966年、若松プロダクション）
- 荒野のダッチワイフ（1967年、国映）
- 色道仁義（1968年、ヤマベプロダクション）
- ある色魔の告白 色欲の果て（1968年、青山プロダクション / 日活）
- 温泉あんま芸者（1968年、東映）
- 残酷・異常・虐待物語 元禄女系図（1969年、東映）
- 温泉ポン引女中（1969年、東映）
- 濡れ牡丹 五悪人暴行篇（1970年、国映）
- 暴力街（1974年、東映）
- 衝撃! 売春都市（1974年、東映）
- ルバング島の奇跡 陸軍中野学校（1974年、東映）
- 女必殺拳（1974年、東映）
- 女必殺拳 危機一発（1974年、東映）
- 安藤組外伝 人斬り舎弟（1974年、東映） - 山藤
- 華麗なる追跡（1975年、東映）
- 武闘拳 猛虎激殺! （1976年、東映）
- 横浜暗黒街 マシンガンの竜（1976年、東映）
- 団鬼六 縄と肌（1979年、にっかつ）
- 堕靡泥の星 美少女狩り（1979年、にっかつ）
- 劇場版 電撃戦隊チェンジマン（1985年、東映） - 大星団ゴズマ遠征軍司令官・ギルーク
- 電撃戦隊チェンジマン シャトルベース! 危機一髪!（1985年、東映） - 大星団ゴズマ遠征軍司令官・ギルーク
- 未来忍者 慶雲機忍外伝（1985年、ナムコ） - 雷鳴法師
- フライング 飛翔（1988年、東映） - 加茂清
- 豪姫（1992年、松竹） - 浪人
- 武闘派仁義（1993年） - 江原組組長 江原剛吉
- 新・第三の極道7 劇場版（1998年） - 和尚(藤堂組系剣勇会会長)
- 難波金融伝ミナミの帝王 劇場版partXVI「借金セミナー」（2001年、ケイエスエス）
- 新・影の軍団 序章 伊賀vs甲賀vs風魔 (2003年、ジェネックス / 楽映舎) - 風魔小太郎
- 新・影の軍団 第二章 (2003年、ジェネックス / 楽映舎) - 風魔小太郎
- 新・日本の首領（2004年、GPミュージアム）-二代目辰野会若頭・中川組組長 中川利美
- 南京の真実 第1部・七人の死刑囚（2008年、チャンネル桜エンタテインメント） - 元陸軍大将・板垣征四郎
- マッドドッグ（2011年） - 任龍会若頭 キトウ（→二代目任龍会組長）
- 修羅の花道（2012年） - 加賀谷一家組長 加賀谷明良

### テレビドラマ
- 隠密剣士 第十部 変幻忍法帖 第9話「黒墨流鬼面道人」、第10話「幻流瞳太郎坊」（1965年、TBS） - 藤林嘉市
- バーディー大作戦（TBS / 東映）
  - 第5話「キッスは殺しのパスポート」（1974年） - 堤
  - 第11話「真夏の海 殺しの請負業」（1974年）
  - 第17話「殺人鬼の見合い結婚!」（1974年） - 殺し屋ジャッカル
  - 第48話「必殺! ママに捧げる犯罪」（1975年） - 神谷
- プレイガールQ （12ch / 東映）
  - 第24話「女は一度勝負する」（1975年）  - 東野
  - 第43話「ハイティーン裸の暴走族」（1975年） - 松井
  - 第67話「殺しを呼んだ女の柔肌」（1976年） - 津島忠夫
- 土曜ドラマ
  - 松本清張シリーズ・遠い接近（1975年） - 中隊長 役
- ザ★ゴリラ7（1975年、NET / 東映）
  - 第4話「ゴリラ撲滅大作戦」 - 小田
  - 第15話「パリより愛をこめて」
  - 第19話「南国宝さがし大作戦」 - クリーン金融幹部
- 太陽にほえろ!（NTV / 東宝）
  - 第146話「親と子のきずな」（1975年） - 立川則男
  - 第290話「執念」（1978年） - 脇田正之
  - 第338話「愛と殺人」（1979年） - 黒木
- 非情のライセンス（NET → ANB / 東映）
  - 第2シリーズ
    - 第47話「兇悪の警察手帳」（1975年） - 真木錠治
    - 第68話「兇悪の声」（1976年） - 浦川運輸の男
    - 第87話「兇悪の弾痕」（1976年） - 相沢健

  - 第3シリーズ 第12話「兇悪の骨・肌を売る捜査官」（1980年） - 石黒
- 剣と風と子守唄 第7話「狂った野望」（1975年、NTV / 三船プロ） - 雑賀
- 大江戸捜査網（12ch→TX / 日活 → 三船プロ）
  - 第179話「狙われた密会」（1975年）
  - 第194話「華やかな狙撃者」（1975年） - 門馬
  - 第218話「富士に響く銃声!」（1975年） - 川浪郡兵衛
  - 第240話「涙の操り人形」（1976年） - 才次
  - 第292話「異母兄弟の夜明け」（1977年） - 立花軍兵衛
  - 第346話「無差別殺人の陰謀」（1978年） - 公文
  - 第358話「嘘八百に賭けた夢」（1978年） - 円覚
  - 第382話「美女誘拐 謎のセリ札」（1979年） - 用心棒の浪人
  - 第408話「御前試合が暴く謎の金脈」（1979年） - 立花左近
  - 第431話「暴れ駕篭 泣き笑いの縁結び」（1980年） - 源三
  - 第440話「消えた一万両の花嫁」（1980年） - 淀屋長七
  - 第502話「幻を慕う女」（1981年） - 佐田
  - 第553話「尼僧が誘う妖艶やわ肌蜘蛛」（1982年） - 残雪
- コンドールマン 第15話「戦慄の日本炎上作戦」 - 第17話「火の海を突破せよ!!」（1975年、NET / 東映） - アーブラ・ジャマ大使（オイルスネーク）
- 新宿警察 第2話「地下水道」（1975年、CX / 東映） - 山根
- Gメン'75 第21話「ニューヨーク市警黒人刑事」（1975年、TBS / 東映） - 麻薬取引組織の男
- 影同心II 第16話「尼寺女の溜め息」（1976年、MBS / 東映）
- 特別機動捜査隊 第745話「大学は出たけれど」（1976年、NET / 東映） - 黒河
- 夜明けの刑事 第56話「夜明けに白バラが散った!!」（1976年、TBS / 大映テレビ）
- ザ・カゲスター （1976年、NET / 東映）
  - 第6話「冷凍怪人 どぶねずみ作戦!」 - 神博士（ネズミ怪人）
  - 第13話「ドクターサタンの世界征服作戦!!」 - 怪力ロボットX1
- 隠し目付参上 第7話「金か命か体面か」（1976年、MBS / 三船プロ） - 荒井又平
- 遠山の金さん（NET→ANB / 東映）
  - 第1シリーズ
    - 第33話「五色の手鞠を離すな!!」（1976年） - 源三
    - 第93話「盗っ人修行」 （1977年） - 嘉平

  - 第2シリーズ
    - 第11話「大奥からの黒い影」（1979年） - 宗助
- 水戸黄門（TBS / C.A.L）
  - 第7部 第22話「つけ馬連れた若旦那 -新潟-」（1976年10月18日） - 太兵衛
  - 第8部 第28話「愛の奇蹟 -宮崎-」（1978年1月23日） - 関根孫市
  - 第9部 第20話「帰って来た中乗りさん -木曽福島-」（1978年12月18日） - 梅田
  - 第11部 第1話「密命おびた逃亡者 -水戸-」（1980年8月18日） - 櫛引源心
  - 第12部（1981年） - 加賀谷徹心
    - 第1話「讃岐への旅立ち -水戸・江戸-」
    - 第13話「御老公を爆殺せよ! -高松-」

  - 第13部 第26話「六十余州は日本晴れ -鹿児島・水戸-」（1983年4月11日） - 日高存竜院
  - 第15部 第9話「異国の姫は瓜二つ -長崎-」（1985年3月25日） - 張青竜
  - 第17部 第20話「颯爽! 謎の黒頭巾 -広島-」（1988年1月11日） - 小弥太
  - 第18部
    - 第13話「船幽霊の謎を解け -敦賀-」（1988年12月5日） - 山伏
    - 第33話「天下を裁く御意見番 -江戸-」（1989年5月1日） - 筧の孫六

  - 第19部 第1話～第2話、第4話～第5話、第7話～第9話（1989年） - 鬼巌坊
  - 第21部 第22話「仏の里の鬼退治 -彦根-」（1992年8月31日） - 梵天の重五郎
  - 第22部（1993年）
    - 第8話「仇討ち悲願の旅芝居 -桑名-」 - 小時雨の権造
    - 第18話「娘が綺麗になる方法 -島原-」 - 海坊主の又蔵

  - 第23部
    - 第1話「水戸黄門 -水戸-」（1994年8月1日）、第10話「親子喧嘩の腕比べ -田鶴浜-」（1994年10月10日）、第11話「陰謀渦巻く加賀百万石 -金沢-」（1994年10月17日） - 鬼顕坊
    - 第28話「美人かあちゃん子沢山 -延岡-」（1995年2月20日） - 赤不動の岩五郎

  - 水戸黄門外伝 かげろう忍法帖 第3話「闇に蝶が舞う -津和野-」（1995年） - 幽鬼
  - 第24部
    - 第9話「母を慕う馬子唄哀し -徳島-」（1995年11月13日） - 釣鐘大五郎
    - 第30話「欲望渦巻くお留山 -秋田-」（1996年4月22日） - 赤羽の熊五郎
    - 第34話「御用金送りは悪の罠 -福島-」（1996年5月20日） - 天地坊

  - 第25部 第16話「子供たちの恩返し -中津-」（1997年4月14日） - 牛頭の鱶蔵
  - 第27部 第1話「旅のはじめの恋騒動 -水戸・岩城-」（1999年3月22日） - 権八
  - 第28部 第10話「見てはいけない狐の嫁入り -吉田-」（2000年5月15日） - 五郎蔵
  - 第33部 第13話「甘ったれ若旦那に喝! -出雲-」（2004年7月12日） - 羆の藤造
  - 第43部 第18話「上様、長屋で叱られる -江戸-」（2011年11月21日） - 大貫屋
- 江戸を斬る シリーズ（TBS / C.A.L）
  - 江戸を斬るII 第24話「まごころ」（1976年） - 富蔵
  - 江戸を斬るIII 第23話「男の約束」（1977年） - 鉄五郎
  - 江戸を斬るIV 第23話「鼠小僧初恋しぐれ」（1979年） - 高田平八郎
  - 江戸を斬るV 第5話「戦慄!殺しの請負人」（1980年） - 大場伝内
  - 江戸を斬るVI 第2話「死体が消えた藪の中」（1981年） - 赤猫の紋十
  - 江戸を斬るVII（1987年）
    - 第3話「島抜けの謎を追え」 - 丹次
    - 第21話「殺しの陰で嗤う奴」 - 村上甚内
    - 第29話「血染めの遠山桜」、第30話「天下を救う名裁き」 - 鷲羽源十郎
- プロレスの星 アステカイザー（1976年 - 1977年、NET / 円谷プロ） - サタンデモン
- 大河ドラマ（NHK）
  - 花神（1977年） - 野々村勘九郎
  - 山河燃ゆ（1984年） - 暴漢
- 快傑ズバット 第27話「意外! 飛鳥殺しの犯人?!」（1977年、12ch / 東映） - 風の右近
- 華麗なる刑事（1977年、CX / 東宝）
  - 第16話「孤独な恋人たち」 - 本栖湖署刑事
  - 第30話「さらば英雄」 - 塚原喜夫
- 特捜最前線（ANB / 東映）
  - 第18話「硝煙のなかに立つ女」（1977年） - 剣崎（飛竜会）
  - 第52話「羽田発・犯罪専用便329!」（1978年）
  - 第210話「特命ヘリ102応答せず!」（1981年） - 柏崎伸治
- 桃太郎侍（NTV / 東映）
  - 第69話「おれはお江戸のダメ同心!」（1978年） - どくろの吉蔵
  - 第140話「男涙のおけさ節」（1979年） - 吉川
  - 第211話「バクチが教えた商人根性」（1980年） - 黒木助之進
  - 第217話「その処刑許さん!」（1980年） - 菊池伝蔵
  - 第257話「つばめ暁に死す」（1981年） - 源助
- 銭形平次（CX / 東映）
  - 第611話「おたみの江戸見物」（1978年） - 庄三郎
  - 第708話「大雪原の追跡」（1980年） - 仙八
  - 第787話「同心青柳伸介死す!」（1981年） - 甚八
  - 第819話「若旦那万事休す」（1982年） - 仙次
- 新・座頭市 第2シリーズ 第3話「天保元年駕籠戦争」（1978年、CX / 勝プロ） - 用心棒
- 新五捕物帳 第20話「明日に咲いた男花」（1978年、NTV / ユニオン映画） - 根津源八郎
- 達磨大助事件帳 第21話「還って来た幸福」（1978年、ANB / 前進座 / 国際放映） - 佐兵衛
- スターウルフ（1978年、YTV / 円谷プロ） - ハルカン司令
- 江戸の鷹 御用部屋犯科帖 第29話「三途ノ川の子守歌」（1978年、ANB / 三船プロ） - 益井重兵衛
- 江戸の渦潮 第4話「断崖に立つ男」（1978、CX / 東宝）- 常松
- 大追跡 第20話「日の丸愚連隊」（1978年、NTV / 東宝） - 清新会幹部
- 古谷一行の金田一耕助シリーズ / 不死蝶（1978年、MBS / 映像京都 / 大映京都撮影所）
- 柳生一族の陰謀 第1話「将軍毒殺」〜第3話「駿府の黒い影」（1978年、KTV / 東映） - 服部半蔵
- 西遊記（NTV）
  - パート1 第5話「反抗期の妖怪」（1978年） - 牛魔王
  - パート2 第5話「妖異 太陽が二つの国」（1979年） - 混世魔王
- 風鈴捕物帳 第8話「さらば借金地獄」（1978年、ANB / 東映）
- 江戸の旋風シリーズ（CX / 東宝）
  - 同心部屋御用帳 江戸の旋風IV
    - 第7話「剣と千羽鶴」（1978年） - 霧島勝之進
    - 第12話「弁天様と石地蔵」（1979年） - 松造

  - 同心部屋御用帳 新・江戸の旋風 第16話「殺しを見たこねずみ」（1980年） - 中里忠兵衛
- 暴れん坊将軍（ANB / 東映）
  - 吉宗評判記 暴れん坊将軍
    - 第48話「極楽風呂に地獄を見た」（1979年） - 大場十兵衛
    - 第140話「天下御免のあばれ槍」（1980年） - 成田一心
    - 第176話「憎しみの糸が結んだ父娘の絆」（1981年） - 雨星左京
    - 第200話「泣き笑い大江戸三人娘」（1982年） - 筧甚内

  - 暴れん坊将軍II
    - 第22話「十手を下さい お奉行様!」（1983年） - 小池頼母
    - 第40話「泣くな、隠密落第生!」（1983年） - 尾藤玄馬
    - 第79話「花の江戸城 つまみ食い天国!」（1984年） - 戸田山城守
    - 第131話「夜空燃ゆ! 呪いのほうき星」（1985年） - 工藤玄蕃頭
    - 第154話「吉宗泣かせた悪いガキ!」（1986年） - 大野木修理
    - 第170話「コソ泥入門! かあちゃんが欲しい」（1986年） - 松野長門守

  - 暴れん坊将軍III
    - 第2話「大奥に咲いた危険な恋」（1988年） - 備前屋徳兵衛
    - 第28話「偽りの拝領妻」（1988年） - 高松丈大夫
    - 第62話「恋の目安箱」（1989年） - 黒原佐渡守
    - 第101話「新之助が愛した女」（1990年） - 兵藤久次
    - 第129話「吉宗、しばし名残の大暴れ!」（1990年） - 福田武敬

  - 暴れん坊将軍IV
    - 第7話「もう一つの十手御用」（1991年） - 黒雲の甚五郎
    - 第61話「嵐呼ぶよな島帰り!」（1992年） - 榊原右京

  - 暴れん坊将軍V 第30話「嵐を呼ぶ三兄弟!」（1993年） - 島田外記
  - 暴れん坊将軍VI 第18話「母恋い人形、やじろべえ」（1995年） - 岩月藤九郎
  - 暴れん坊将軍VIII 第14話「箱根湯けむりに浮かぶ陰謀」（1998年） - 大崎修理
  - 暴れん坊将軍IX 第25話「牢獄炎上! 暗闇に咲く地獄花」（1999年） - 文蔵
  - 暴れん坊将軍X 第23話「吉宗を愛した女御庭番! 断崖に消えた恋」（2000年） - 草薙多聞
  - 暴れん坊将軍XI 第18話「吉宗、人生最悪の日!?」（2001年） - 笹野図書
- 大空港 第27話「罠には罠を! 女刑事・神坂紀子の危機」（1979年、CX / 松竹） - 北見
- 必殺シリーズ（ABC / 松竹）
  - 翔べ! 必殺うらごろし 第13話「手が動く! 画家でないのに絵を描いた」（1979年） - 石黒大四郎
  - 必殺仕事人 第35話「飛技万才踊り攻め」（1980年） - 岩村典膳
  - 新・必殺仕舞人 第6話「南部よしゃれは鬼の道」（1982年） - 神楽森観念
  - 必殺仕事人III 第18話「月の船を待っていたのは秀」（1983年） - 長次
  - 必殺渡し人 第6話「精霊流しに渡します」（1983年） - 山形屋政五郎
  - 必殺仕事人V 第14話「主水、上役の田中と出張する」（1985年） - 岩鬼典膳
  - 必殺まっしぐら! 第7話「相手は徳島剣山の暴力修験者」（1986年） - 日顕
- 江戸の激斗（1979年、CX / 東宝）
  - 第2話「闇にひそむ牙」 - 仙波無二三
  - 第14話「迷い道」 - 甚内
- 大都会 PARTIII 第37話「頭取集団誘拐」（1979年、NTV / 石原プロ） - 大高
- 高木彬光シリーズ / 白昼の死角（1979年、MBS / 東映） - 加藤精吉
- そば屋梅吉捕物帳（12ch / 国際放映）
  - 第6話「大奥に潜む黒い影」（1979年） - 平戸屋
  - 第26話「江戸で一番いい男」（1980年） - 佐吉
- 鉄道公安官 第28話「スリからスッた公安官!?」（1979年、ANB / 東映） - 木村
- 俺はあばれはっちゃく 第39話「逃げろヒトミちゃん㋪作戦」（1979年、ANB / 国際放映） - カメラマン
- ザ・スーパーガール （12ch / 東映）
  - 第37話「夜の処刑台 レイプされた女刑事」（1979年） - 小池
  - 第50話「浮気の代償はお金といのち」（1980年） - 柴田
- 探偵物語 第19話「影を捨てた男」（1980年、NTV / 東映ビデオ） - 杉村
- 大捜査線 第11話「入社式」（1980年、CX / ユニオン映画）
- 大激闘マッドポリス'80 第2話「No.1抹殺計画」（1980年、NTV / 東映） - 平尾
- 猿飛佐助 第1話「甲賀忍法 飛龍昇天」（1980年、NTV / 国際放映）
- 西部警察（ANB / 石原プロ）
  - 第40話「手錠のままの脱走」（1980年） - 若林健一
  - 第122話「リキ、絶体絶命」（1982年） - 皆川
- ウルトラマン80 第15話「悪魔博士の実験室」（1980年、TBS / 円谷プロ） - 中川
- 服部半蔵 影の軍団 第15話「地獄を招く妖僧」（1980年、KTV / 東映） - 新宮喜左衛門
- 旅がらす事件帖 第5話「お助け米のお通りだぁ」（1980年、KTV / 国際放映） - 室井又五郎
- 柳生あばれ旅 第11話「夜霧に情が燃えた -見附-」（1980年、ANB / 東映）
- 水曜時代劇 / 御宿かわせみ 第11話「山茶花は見た」（1980年、NHK） - 太郎次
- 長七郎天下ご免!（ANB / 東映）
  - 第37話「真珠の涙に燃えた剣」（1980年） - 南海屋平左衛門 (海坊主の弥八)
  - 第61話「恋女房江戸っ子花火」（1981年） - 浅田
  - 第104話「伊勢路恋しや母子（ははこ）唄」（1982年） - 仙波伊左衛門
- 江戸の朝焼け（1980年、CX / 東宝）
  - 第7話「柳橋慕情」
  - 第20話「文七誘拐」- 山太郎
- 江戸の用心棒 第13話「小さな女主人」（1981年、CX / 東宝） - 権造
- 火曜サスペンス劇場 / 消えたタンカー（1981年、NTV / 東宝映像） - 望月
- 同心暁蘭之介 第8話「忍びの殺人剣」（1981年、CX / 杉友プロ）
- 幻之介世直し帖 第12話「罠に落ちた恋人たち」（1981年、NTV / 国際放映）
- 源九郎旅日記 葵の暴れん坊（1982年、ANB / 東映）
  - 第3話「港祭りの闇を斬れ!」 - 藤次郎
  - 第17話「瀬戸は夕焼け夫婦船」 - 浜田屋助五郎
  - 第31話「すっぽん夫婦ながれ唄」 - 倉持玄馬
- 文吾捕物帳 第25話「嘘は涙かため息か」（1982年 ANB / 三船プロ）
- 遠山の金さん（ANB / 東映） ※高橋英樹版
  - 遠山の金さん
    - 第18話「怪談! 幽霊人形怨み節」（1982年） - 仙三
    - 第46話「炎の恋情! 殺人者はおんな魔術師」（1983年） - 高田道秋
    - 第61話「黒猫呪術・さそり座の女!」（1983年） - 六道斉
    - 第93話「銃口に立つ! みちのく肝っ玉姉さん」（1984年） - 雲海和尚

  - 遠山の金さんII 第23話「さらば愛しき夫よ!」（1986年） - 森川重之
- 時代劇スペシャル（CX）
  - 髑髏検校（1982年、東映） - 日啓
  - 岡っ引どぶ 第4作「謎の凧あげ連続殺人事件」（1983年、俳優座映画放送・映像京都）
  - 十六文からす堂 初夜は死の匂い（1983年、三船プロ） - 大崎熊之助
- 宇宙刑事ギャバン 第23話「闇を裂く美女の悲鳴! 霧の中の幽霊馬車」（1982年、ANB / 東映） - クモダブラー人間態
- 右門捕物帖 第4話「母子草の唄」（1982年、NTV）
- 眠狂四郎円月殺法 第11話「姫君みだれ舞い妖艶剣 -藤枝の巻-」（1983年、TX / 歌舞伎座テレビ） - 蔵三
- 松平右近事件帳（NTV / ユニオン映画）
  - 松平右近事件帳
    - 第3話「恨みのかんざし」（1982年）- 室伏甚内
    - 第46話「ふたりのおらん」（1983年） - 伊造

  - 新・松平右近 第17話「浮世絵女の怨み唄」（1983年） - 伊沢京山
- 大岡越前 （TBS / C.A.L）
  - 第7部 第22話「泥棒にされたお奉行様」（1983年9月19日） - 関三十郎
  - 第9部 第4話「襲われた御用金」（1985年11月18日） - 首領
  - 第13部 第14話「辻斬りは三葉葵の紋所」（1993年2月15日） - 黒岩の玄鬼
  - 第14部 第20話「恥ずべき行い」（1996年11月4日） - 鬼蜘蛛の玄蔵
- 眠狂四郎無頼控 第13話「怪談! 髑髏と祝言する花嫁」（1983年、TX / 歌舞伎座テレビ） - 服部政右衛門
- 長七郎江戸日記（NTV / ユニオン映画）
  - 第1シリーズ
    - 第1話「風流双面草紙」（1983年） - 原田
    - 第47話「町に咲いた恋唄」（1985年） - 黒川主水
    - 第95話「鶴の恩返し」（1986年） - 才蔵
    - 第112話「お嬢様、どこに?」（1986年） - 青山左衛門

  - 第2シリーズ 第38話「天女が舞った夜」（1989年） - 星川半蔵
- 阪急ドラマシリーズ / 怪人二十面相と少年探偵団II（1984年、KTV / 宝塚映像） - 怪人二十面相
- 名探偵・金田一耕助シリーズ / 霧の山荘（1985年、TBS） - 岡崎平太
- 電撃戦隊チェンジマン（1985年 - 1986年、ANB / 東映） - ギルーク司令官 / スーパーギルーク
- 若大将天下ご免!（1987年、ANB / 東映）
  - 第5話「父のない子に赤い靴!」 - 江差屋九兵衛
  - 第19話「三々九度は夜討ちの合図!」 - 片倉石見
- あぶない刑事 第46話「脱出」（1987年、NTV / セントラル・アーツ） - 高沢（銀星会極東支部長）
- 名奉行 遠山の金さん（ANB / 東映）
  - 第1シリーズ 第19話「殺しを招く幻の女」（1988年） - しぶき屋伊右ヱ門
  - 第2シリーズ 第1話「殺帰ってきた桜吹雪」（1989年） - 窪田陣十郎
  - 第3シリーズ
    - 第2話「お婆ちゃんの隠し財産を狙え!」（1990年） - 石川円心
    - 第17話「美人姉妹の七変化」（1991年） - 半五郎

  - 第6シリーズ 第14話「殴られた金さん」（1994年） - 戸川弁十郎
  - 第7シリーズ 第13話「江戸の復顔術 姉と妹の手毬唄」（1996年） - 弁天屋勘兵衛
  - 第8シリーズ（遠山の金さんVS女ねずみ）第5話「殺人犯にされた恋人たち」（1997年） - 瑞玄
- 三匹が斬る!（ANB / 東映）
  - 続・三匹が斬る! 第11話「獅子舞の、童が聞いた子守唄」（1989年） - 吾助
  - 続続・三匹が斬る! 第12話「謎の幽霊船、鬼も泣いたか島原哀歌」（1990年） - 島原藩家老・横川
  - 新・三匹が斬る! 第22話「さらば三匹、死出の旅への王手飛車」（1993年） - 大橋宗風
- ハロー!グッバイ 第1話「嵐を呼ぶ刑事」（1989年、NTV / 東宝）
- 月影兵庫あばれ旅 第1シリーズ 第12話「道行き泪の置土産」（1989年、TX / 松竹） - 赤目の長五郎
- 刑事貴族2 第40話「本城の休息」（1992年、NTV / 東宝）
- 徳川無頼帳 第2話「あわれ遊女の夢」（1992年、TX / 日光江戸村）
- 鬼平犯科帳（CX / 松竹）
  - 第3シリーズ 第10話「網虫のお吉」（1992年） - 志村軍造
  - 第4シリーズ 第5話「深川・千鳥橋」（1993年） - 鈴鹿の弥平次
- 将軍家光忍び旅II 第17話「絹の村、引き裂かれた夢」（1992-93年） - 村井監物
- 銭形平次 第3シリーズ 第9話「夜歩く」（1993年、CX） - 松吉
- 殿さま風来坊隠れ旅 第15話「初恋探し・宗太郎おんな道中」（1994年、ANB / 東映） - 伊勢屋伝左衛門
- 喧嘩屋右近 第3シリーズ 第5話「ダメな亭主も預かります」（1994年、TX / 松竹）
- 姫将軍大あばれ 第7話「伊賀のくノ一の絶唱」（1995年、TX / 日光江戸村） - 大久保玄蕃
- 南町奉行事件帖 怒れ!求馬II 第9話「噂の女」（1999年、TBS / C.A.L） - 猿橋の五郎次
- Surprise Saturday / ゴールデンボウル 第10話「本物世界チャンプ登場! 技と技、愛と愛、涙と涙!!」（2002年、NTV） - 大社組長
- 剣客商売 第4シリーズ 第6話「誘拐」（2003年、CX / 松竹） - 山路寿仙

### Vシネマ
- まるごし刑事（1993年） - 五十路貞造（刑事）
- 実録・大阪やくざ戦争 報復（2002年）- 三代目山王会若頭 谷健組組長 谷岡健三
- 実録・大阪やくざ戦争 報復 完結編（2002年）- 三代目山王会若頭 谷健組組長 谷岡健三
- 実録・山陽道やくざ戦争 手打ち破り（2001年） - 三代目山王会若頭 谷健組組長 谷岡健三
- 実録・史上最大の抗争 義絶状（2002年）全2作 - 三代目山王会 谷健組組長 谷岡健三
  - 実録・史上最大の抗争 義絶状（2002年） - 三代目山王会若頭
  - 実録・史上最大の抗争 義絶状2（2002年） - 三代目山王会若頭補佐（回想シーン）
- 首領への道17（2002年） - 朝倉組舎弟頭 赤羽組組長 赤羽三吉
- やくざの憲法 赤字破門（2003年） - 天堂組組長 天堂広重
- 新・広島やくざ戦争 武道派列伝 伝説の広島極道 山上功治の生涯（2003年） - 岡島組組長 岡島敏夫
- 実録・瀬戸内やくざ戦争 伊予路水滸伝（2003年） - 二代目大日本昭和会 剛誠会幹事長 三鬼伯考
- 修羅の門1,2（2004年、2005年） - 龍泉寺の住職 藤村壮海
- 誇り高き野望（2005年） - 森田組 服部一道
- 不退の松葉 完結編（2006年） - 警視庁警部 矢崎（松葉会担当）
- 野望への挑戦（2009年） - 五代目藤堂組総長 明神宗太郎
- 東京NEO魔悲夜2,3（2009年） - 龍頭 最高幹部 譚
- 裏盃の軍団（2010年） - 武侠会会長 武田源三
- 極道の紋章14（2011年） - 金沢 天馬組組長 天馬日出男
- 修羅を征く獅子1（2011年） - 関東六人会 関東采政会会長 西松泰造
- 新・野望の軍団 第三部（2011年） - 亀田組舎弟頭・組長代行 玉井組組長 玉井省三
- 傷だらけの侠達（2012年） - 山賀組 ワタライ
- 修羅の掟（2012年） - 斯道錦連合 総裁
- 汚れた代紋

### バラエティ
- 笑っていいとも!（フジテレビ、1983年3月 - 1984年3月）※水曜担当
- 加トちゃんケンちゃんごきげんテレビ（TBSテレビ）
- 志村けんのだいじょうぶだぁ（フジテレビ）
- コメディーお江戸でござる（NHK総合）
- ウンナン世界征服宣言（日本テレビ）※「1995人斬り」の刺客
- ダウンタウンのごっつええ感じ（フジテレビ）※コント「兄貴」に川谷拓三とゲスト出演